# Пакарайма (гори)

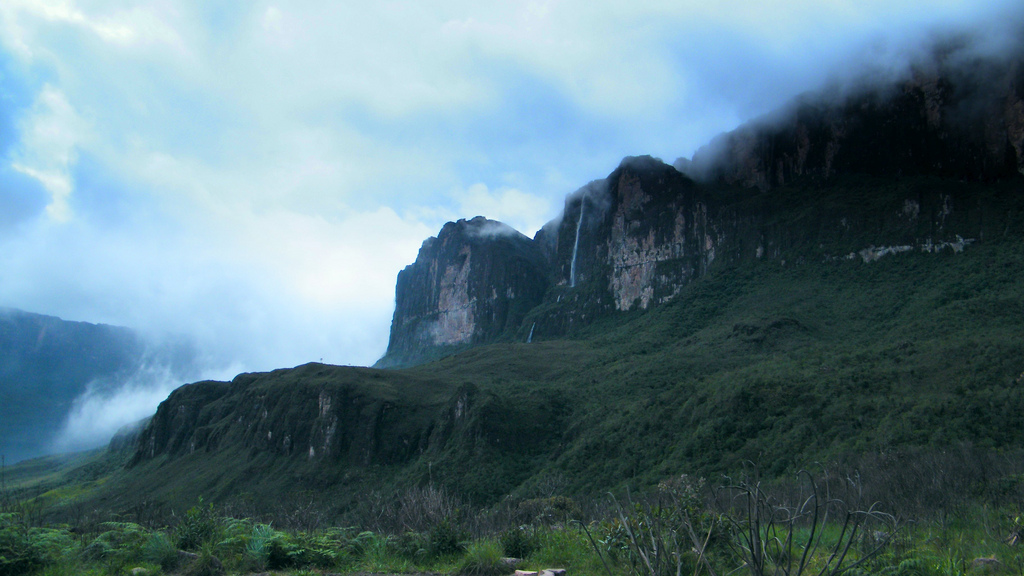
Гора Рорайма

5° пн. ш. 61° зх. д. / 5° пн. ш. 61° зх. д.
Гори Пакарайма (порт. Serra Pacaraimã, ісп. Sierra Pacaraima, гай. англ. Pakaraima Mountains) — центральний гірський масив Гвіанського нагір'я, розташований у Бразилії, Венесуелі та Гаяні.

## Географія
Гори Пакарайма формують водорозділ між долиною річки Оріноко на півночі та басейном Амазонки на півдні. Гори тягнуться на 400 км з сходу на захід та відзначають кордон між Бразильськом штатом Рорайма і південно-східною Венесуелою та між Бразилією і західною та центральною Гаяною. Вершана Рорайма (2772 м) найвища у масиві. Річки, що починаються на цьому масиві, падають з його краю, формуючи величезна водоспади, такі як водоспад Каєтур у Гаяні.